# Pedro Teixeira (Weltreisender)

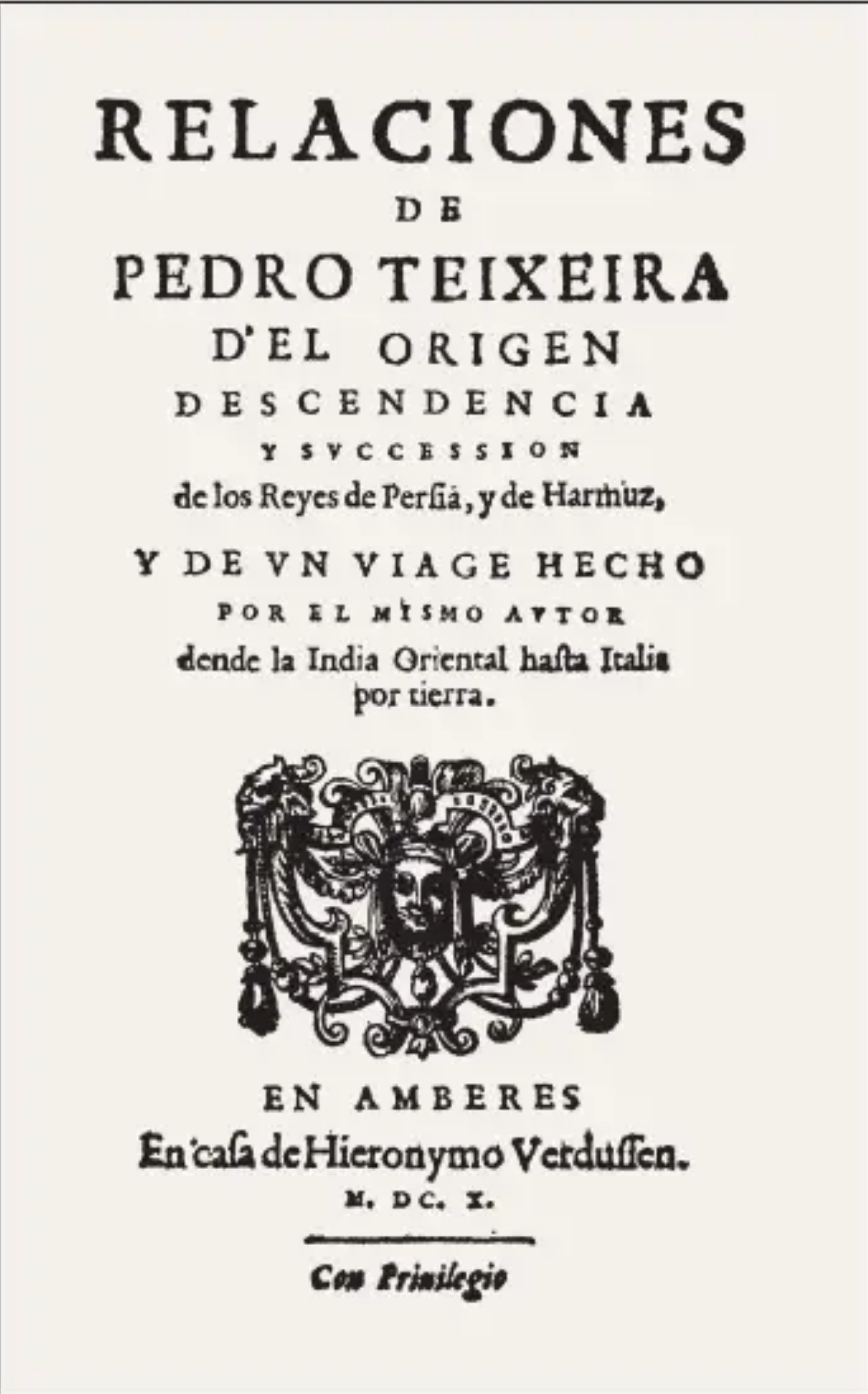
Titelseite des Hauptwerkes 1610

Pedro Teixeira (auch Pedro Texeira; * im 16. Jahrhundert in Lissabon, Portugal; † um 1650 in Antwerpen) war ein aus einer Marranenfamilie stammender Weltreisender und Autor.

## Leben
Über das Leben von Pedro Teixeira ist wenig bekannt. So wird auch angegeben, er sei um 1570 geboren. In Antwerpen veröffentlichte er 1610 sein Hauptwerk und soll laut Ferguson unter Bezug auf Diogo Barbosa Machado dort und nicht in Verona, wie andere Autoren angaben, gestorben sein, „höchst wahrscheinlich vor der Mitte des 17. Jahrhunderts“.
Von 1586 bis 1605 segelte Teixeira zwischen der Meerenge von Hormus und Goa. 1593 bis 1601 reiste er mehrmals auf dem Seeweg nach Malakka und Manila, und von dort weiter nach Acapulco, danach kehrte er im Oktober 1601 nach Lissabon zurück. 1603 unternahm er eine weitere Reise nach Goa, diesmal mit einer Heimreise über den Nahen Osten, Italien, Frankreich und die Niederlande. Später veröffentlichte er seine Reiseberichte und eine Geschichte Persiens, auf der Grundlage von Schriften persischer Historiker.

## Werke
- Relaciones de Pedro Teixeira d'el origen descendencia y svccession de los reyes de Persia, y de Harmuz, y de vn viage hecho por el mismo avtor dende la India Oriental hasta Italia por tierra. 2 Bände. [Drucker:] Hieronymo Verdussen, Antwerpen 1610. (spanisch).
  - englischsprachiger Auszug: The Travels of Pedro Teixeira with his „Kings of Harmuz“ and extracts from his „Kings of Persia“. Hakluyt Society, London 1902. (Works issued by the Hakluyt Society). (Digitalisat).
    - Darin: Donald Ferguson: Introduction. S. I–XXIV. Enthält Angaben zu Leben und den Reisejahren.